# Наталија Скакун
Наталија Анатолијевна Скакун (укр. Ната́лія Анато́ліївна Скаку́н; Благовешченка, 3. август 1981) бивша је украјинска дизачица тегова.

## Биографија
Наталија Анатоливна Скакун је рођена 3. августа 1981. године у приградском насељу Благовешченка, у Алтајској Покрајини (Совјетски Савез). Њен отац је Украјинац који је службовао на Алтају, где је упознао своју будућу жену. Након демобилизације, породица се преселила у Украјину. Њене сестре су такође дизачице тегова.
Освојила је златну олимпијску медаљу на Летњим олимпијским играма 2004. у Атини у категорији до 63 кг са резултатом 242,5 кг. У потиску је подигла 135 кг и поставила нови олимпијски рекорд. Она такође држи светски рекорд од 138 кг, који је поставила на Светском првенству у дизању тегова 2003. године.
Након краја такмичарске започела је тренерску каријеру.